# الیشا متیوسون
الیشا متیوسون (به انگلیسی: Elisha Mathewson) سناتور سابق عضو حزب دموکرات-جمهوری‌خواه بود. وی در سال ۱۸۰۷ تا ۱۸۱۱ میلادی سناتور ایالت رود آیلند در سنای ایالات متحده آمریکا بود.